# Онезький район
Оне́зький муніципа́льний райо́н (рос. Оне́жский район́) — адміністративна одиниця Росії, Архангельська область. До складу району входять 3 міських та 5 сільських поселень, разом — 8 поселень. Розташований на північному заході області та межує з Приморським районом на північному сході, Плесецьким районом на південному сході, Пудозьким, Медвеж'єгорським та Сегезьким районами Республіки Карелія на південному заході та з Біломорським районом Республіки Карелія на заході. На півночі район омиває Біле море. Площа району — 23 740 км². Його адміністративним центром є місто Онега (яке адміністративно не входить до складу району).  

## Географія
Район займає нижню течію річки Онега та узбережжя Білого моря навколо Онезької губи, включаючи західну частину Онезького півострова (разом з Приморським районом). Річки району стікають в Онегу та є сточищем Онезької затоки. Основними притоками Онеги в межах району є Кодина та річка Кожа. Виняток становить південно-західна частина району, що знаходиться в басейні річки Ілекса, притока озера Водлозеро, сточище Балтійського моря. Таким чином, вододіл між Північним Льодовитим та Атлантичним океанами проходить через район. В усьому районі є багато озер; найбільшим з них є озеро Кожозеро. Островами в Онезькій губі також є під орудою Онезького району. Найбільший острів Онезької затоки — острів Кий.
Водлозерський національний парк створений у 1991 році в долині річки Ілекса для захисту тайгових хвойних лісів. З 2001 року Національний парк має статус біосферного заповідника ЮНЕСКО, першого в Росії. Парк є у Онезькому районом Архангельської області та Пудозькому району Республіки Карелія.Ще один національний парк, Національний парк Онезьке помор'я, був відкритий на Онезькому півострові 26 лютого 2013 року..

## Історія
Терен сьогоденного району спочатку був заселений фінно-угорськими народами, а потім колонізований Новгородською республікою. Терен розташовувався на торговому маршруті, що з'єднує центральну та північну Росію, від Москви до Білого моря вздовж річки Онеги. Після падіння Новгорода область увійшла до складу Великого князівства Московського. Нащадки новгородського населення — помори, населяють узбережжя Білого моря і традиційно займаються рибальством. Багато населених пунктів району уздовж узбережжя, такі як Унежма (тепер покинута), мають історичне значення як старі поморські села. Західне узбережжя Онезької губи відоме як Поморський берег.
У ході адміністративної реформи, проведеної у 1708 році Петром Першим, область була включена до Архангельгородської губернії. В 1780 році губернія була скасована і перетворена на Вологодську губернію, а Онезі було надано права міста. В 1796 році область була передана Архангельській губернії, нинішня територія району була включена до Онезького повіту. В 1929 р. декілька губерній були об'єднані у Північний край.
15 липня 1929 року повіти були скасовані, губернії було об'єднано у Північний край, а серед інших було створено Онезький район. Він увійшов до складу Архангельського округу Північного краю.
У наступні роки адміністративний поділ Росії першого рівня продовжував змінюватися. В 1930 році округ було скасовано, а район був підпорядкований центральній адміністрації Північного краю. В 1936 році край перетворено на Північну область. В 1937 році сама Північна область була розділена на Архангельську та Вологодську область. Онезький район з тих пір залишався в Архангельській області.
15 липня 1929 — 31 липня 1931 років існував Чекуєвський район з адміністративним центром у селі Чекуєво і входив до складу Північного краю. В 1931 році район було скасовано, а його площа була поділена між Плесецьким та Онезьким районами.
17 грудня 1940 року на Онезькому півострові було створено Біломорський район, на територіях, які раніше були частинами Приморського та Онезького районів. У селі Пертомінськ створено адміністративний центр району. 30 вересня 1958 року Біломорський район було скасовано, його територія була поділена між Приморським та Онезьким районами.